# Ikang Fawzi
Zulfikar Ahmad Fawzi, popularmente conocido en el ámbito musical como Ikang Fawzi (nacido en Yakarta, el 23 de octubre de 1959), es un músico de rock y cantante indonesia, también es un popular productor de películas en la década de los años 1980. Actualmente trabaja en Ikang Fawzi, una de las empresas de propiedad en el mundo del arte donde lleva su nombre. Ikang Fawzi está casado con la actriz Marissa Haque, perteneciente a una familia de políticos.

## Discografía

### Álbum
- 1985 - Selamat Malam
- 1986 - Randy & Cindy
- 1987 - Preman

### Compilaciones
- 2000 - The Very Best Of Ikang Fawzi

### Álbum Lain
- 1993 - Semestinya album Achmad Albar, lagu "Panggil Aku Falina" karya Adjie Soetama, Tarto S.
- 1990 - Jangan Bedakan Kami bersama Pakarock

## Filmografía
- 1982 - Pengantin Remaja II
- 1984 - Tinggal Landas Buat Kekasih
- 1985 - Yang Kukuh Runtuh
- 1985 - Kulihat Cinta Di Matanya
- 1987 - Biarkan Bulan Itu
- 1986 - Menggapai Matahari
- 1986 - Menggapai Matahari II
- 1988 - Pembalasan Ratu Pantai Selatan
- 2008 - MBA (Married By Accident)